# ロイヤルかわのえ
ロイヤルかわのえはかつて四国中央フェリーボート（バンパックフェリー）が運航していたフェリー。愛媛県新居浜市の新居浜港（新居浜東港）から愛媛県川之江市(現・四国中央市）の川之江港、兵庫県神戸市東灘区青木の神戸港（東神戸フェリーセンター）を経由し大阪府大阪市住之江区の大阪港（大阪南港フェリーターミナル）を結ぶ航路に就航していた。

## 概要
サノヤス水島製造所で建造され、1990年（平成2年）6月25日竣工、7月28日就航。「にいはま2」や「かわのえ2」さらに4月に就航した「ロイヤルにいはま」と同様、東神戸フェリーセンターでは第2バースから発着、この船の就航をもって当フェリー航路の東神戸での第1バースの使用は無くなっている。
設計は本四架橋開通の影響で旅客需要の伸びが見込めない事を考慮し物流を重視し、デザインのベースは「にいはま2」型を踏襲しつつ、トラック輸送と旅客双方を重視した造りとなっていた。乗降口からエントランスホールへの昇降にはエスカレーターが設置され、また展望風呂も設けられた。姉妹船「ロイヤルにいはま」とともに1998年（平成10年）4月5日に航路が廃止されるまで活躍した。船名は別子銅山開坑300年を記念したロイヤルホテルの開業に因んだものとした。
航路廃止後の1999年（平成11年）5月にギリシャへ売却された。
売却後はギリシャのザンテフェリーズ（英語: Zante Ferries）の「DIONISIOS SOLOMOS」と改名。長らく内外装とも「ロイヤルかわのえ」時代に近い姿で使われていたが、大幅改装され現在ではギリシャ本土ピレウスとエーゲ海のキクラデス諸島を結ぶ航路で活躍している。

## 船内

### 船室
- 特別室　　　　　4名
- 特等　　　　　 48名
- 一等　　　　　 16名
- 二等指定　　　 60名
- 二等　　　　  400名
- ドライバー室　 72名

旅客定員　計600名

### 設備
- 案内所
- 売店
- 軽食喫茶コーナー
- エントランスホール
- 展望風呂